# Franciscanen
De franciscanen, minderbroeders of Serafijnse Orde (Ordo Fratrum Minorum, O.F.M.) vormen een kloosterorde bestaande uit volgelingen van Franciscus van Assisi. Franciscus kwam uit Umbrië (Italië) en samen met zijn metgezellen schonk hij al zijn bezittingen aan de armen om zelf in pure armoede verder te leven. De franciscanen behoren tot de bedelorden. Zo proberen zij Christus na te volgen.

## Serafijnen

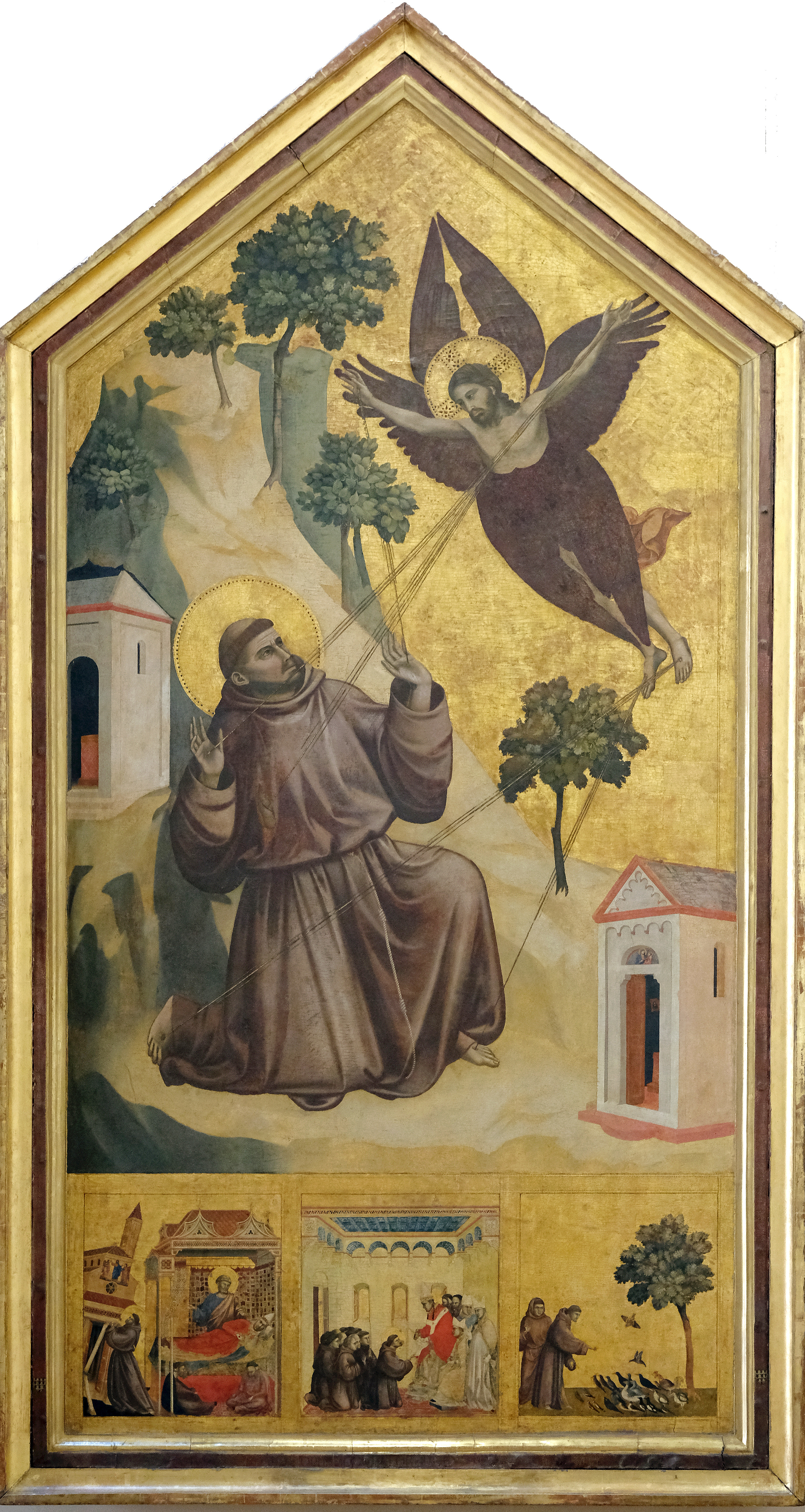
Christus verschijnt als Seraf aan Franciscus, en ontvangt de Stigmata. Deze devotie gaf de naam Serafijnse Orde.

Volgens de traditie opgeschreven door Sint-Bonaventura, verscheen Christus in de vorm van een Seraf (Serafijn) tijdens een visioen aan Franciscus, die zo de H. Stigmata ontving. Bij zijn volgelingen werd deze mystiek bijzonder bestudeerd en kende een diepe devotie: de volgelingen van Franciscus werden een serafijnse orde. In deze traditie is Bonaventura bekend, die Doctor Seraphicus werd genoemd. De serafijn werd ook in het wapenschild van de orde opgenomen.

## Geschiedenis

### De eerste regel

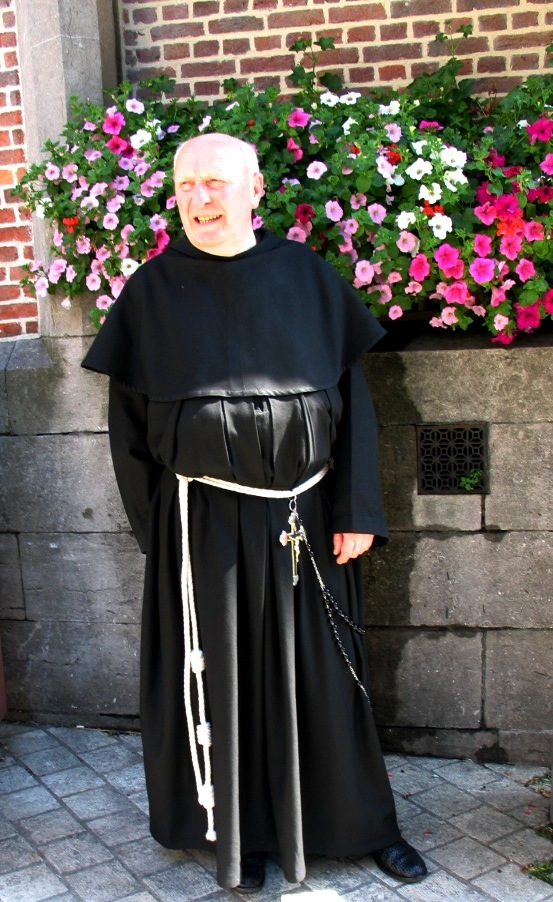
Een minderbroeder conventueel te Halle draagt een habijt met cordelière

De eerste versie van de regel van de minderbroeders, waarmee Franciscus met zijn eerste elf broeders naar Rome trok om bij de paus goedkeuring te vragen en die ook mondeling te ontvangen, stamt uit 1209. Deze regel ontwikkelde zich verder in de kapittels van de broeders, waar zij hun ervaringen uitwisselden en met elkaar spraken over de dingen die op God betrekking hadden. De oudste editie van de regel voor de minderbroeders waarover men thans beschikt, staat bekend als de Regula Non Bullata (regel zonder bul) en dateert uit 1221. Deze legde naar de mening van de paus te radicaal de nadruk op de armoede en de onderlinge broederschap. Hij stelde voor die regel te wijzigen, waar Franciscus niet helemaal van ganser harte mee akkoord ging. Volgens de overlevering werkte Franciscus aan een nieuwe editie in Fonte Colombo. Deze Regel, de Regula Bullata, kreeg in 1223 de goedkeuring van paus Honorius III en zo ontstond de Orde der Minderbroeders. In 1228, twee jaar na zijn dood, verklaarde paus Gregorius IX Franciscus heilig.

### Testament
Kort voor zijn dood in 1226 liet Franciscus zijn Testament neerschrijven. Hoewel hij toen geen generale minister meer was en niet het juridisch leiderschap had over de orde, behield hij wel zijn charismatische zeggenschap. Hij gaf aan dat het niet als een nieuwe regel te beschouwen was, maar stond er wel op dat niemand er inhoudelijk aan zou wijzigen. Het Testament stelde de orde voor problemen omdat het moeilijk te verzoenen was met ontwikkelingen die binnen de orde plaatsvonden. Zo mochten er geen verklaringen (glossen) van de regel opgesteld worden en mocht geen pauselijke tussenkomst gevraagd worden bij problemen. In het generaal kapittel van 1230 stelde men problemen vast met de interpretatie van de regel en het Testament. Na een vraag hierover van de oversten van de orde, verklaarde paus Gregorius IX in de bul Quo elongati uit 1230 dat het Testament niet bindend was omdat Franciscus de ministers niet had geconsulteerd en hij niet de bevoegdheid had om de toekomstige ordeverantwoordelijken te binden. 

### Nieuwe taken en aangepaste regels
Door het niet-bindend verklaren van het Testament werden problemen vermeden. De orde was immers zeer snel gegroeid (schattingen hebben het over 30.000 franciscanen tegen de helft van de 13e eeuw), waardoor nieuwe rollen en aangepaste regels welkom waren. Zo groeiden de steden snel en was er nood aan pastorale zorg, die ook door franciscanen kon geboden worden. Niet op alle plaatsen werden ze echter met open armen ontvangen. Pauselijke steun zorgde dan dat ze toch aan de slag konden in steden of aan universiteiten. De paus kon hen dan op zijn beurt gebruiken als inquisiteurs, bisschoppen en kardinalen. Ook de steden deden beroep op franciscanen voor uiteenlopende taken. Deze ontwikkelingen beïnvloedden de orde sterk en leidden tot clericalisatie. Aanvankelijk waren ongeletterde lekenbroeders zeer welkom in de orde, maar al snel werd hun aantal stelselmatig beperkt. De nieuwe taken gaven de franciscanen macht, waardoor ze ook leden aantrokken die daarop uit waren.

### De eerste volgelingen
In snel tempo kwamen er steeds meer volgelingen bij, van de elf leden uit 1209 tot - naar men zegt - 5000 in 1221. In 1274 waren het er al 35.000. Franciscanen zijn er in vrijwel alle werelddelen, verdeeld over vele provincies en viceprovincies. 
De vrouwelijke tak ervan, de Orde der Clarissen, ontstond al rond 1212.
Franciscus vormde een broederschap die niet zakelijk was, maar meer een menselijke personengemeenschap. Bij de dood van Franciscus was de broederschap nog in volle ontwikkeling, en er ontstonden twee stromingen: de spiritualen (of spirituelen) en de conventuelen. De spirituelen steunden vooral op het begin: zij bleven trouw aan de oorspronkelijke norm, terwijl de conventuele richting meer in ontwikkeling was en minder letterlijk volgens de regel van Franciscus leefde. De spirituelen kwamen uiteindelijk ook in conflict met de kerkelijke hiërarchie. Later zijn er nog enkele scheuringen en afsplitsingen geweest. Zo zijn er nu drie takken: de minderbroeders conventuelen die eigenlijk de rechtstreekse voortzetting vormen van de eerste broeders, de minderbroeders franciscanen die in grote lijnen teruggaan op de eerste grote afsplitsing van de observanten van 1334 en de minderbroeders kapucijnen.

## Franciscanen in Nederland en België

### Nederland
In 1228 kwamen de eerste minderbroeders naar Nederland. Het eerste klooster werd in 's-Hertogenbosch gesticht. In korte tijd ontstonden veel stichtingen, waaronder Maastricht (1234) en Utrecht (1240). In Utrecht is ook het provincialaat van de Nederlandse provincie. Dit klooster is niet de rechtstreekse opvolger van het klooster uit 1240, maar een herstichting. Als gevolg van de Reformatie en in mindere mate gedurende de Franse tijd werden bijna alle minderbroederskloosters in deze gebieden opgeheven. Anno 2010 vindt men nog franciscanen in onder meer Utrecht, Megen, Nijmegen, Delft en Amsterdam. Franciscanessen zijn er in Amersfoort, Maastricht, Denekamp en andere plaatsen in Nederland. De franciscanen in Noorwegen en Zweden vielen onder de jurisdictie van de Nederlandse provincie van de franciscanen.
In 2019 heeft het provinciaal kapittel Theo van Adrichem gekozen tot minister-provinciaal voor een periode van zes jaar.
In 2023 werd bekend dat de presentie in Weert na 561 jaar wordt opgeheven.

### België

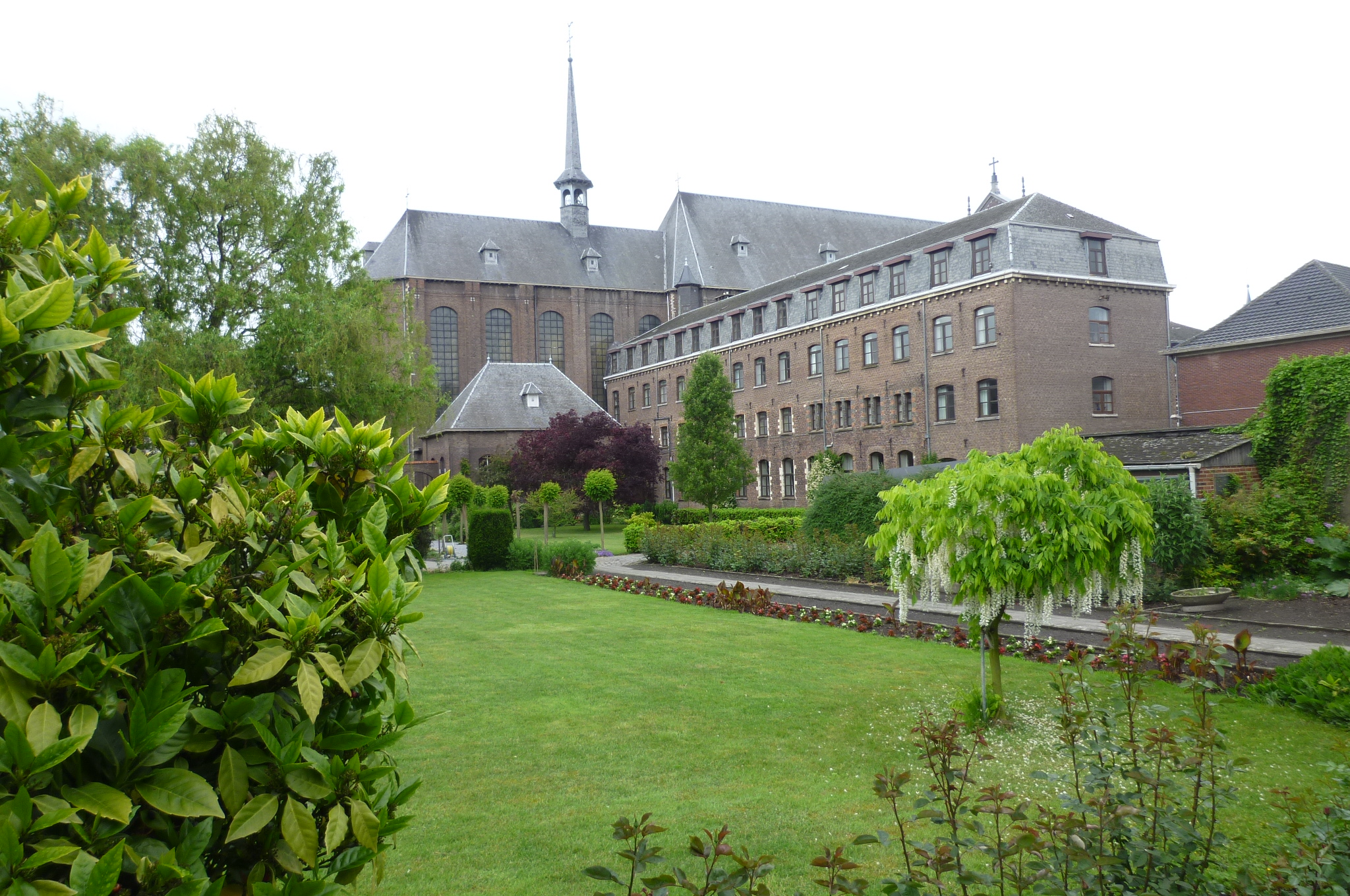
Het voormalig minderbroedersklooster te Sint-Truiden

In Vlaanderen hadden de franciscanen in 2010 tien kloosters en huizen, onder meer in Hasselt, Sint-Niklaas, Antwerpen, Leuven, Genk, Heusden-Zolder en Meersel-Dreef. Het provincialaat van de Vlaamse Provincie bevindt zich in Vaalbeek. Eerder was Mechelen de bestuurszetel. De Minderbroeders Conventuelen hebben huizen in Halle en Brussel. In 2019 vertrokken de laatste broeders uit Sint-Truiden, het oudste minderbroederklooster van België, na een aanwezigheid van 800 jaar. Het beheer van de site werd overgedragen aan de stad Sint-Truiden en er werd een minderbroedermuseum ingericht.

## Structuur en titels binnen de orde
De overste van een klooster van minderbroeders is de gardiaan. Deze term benadrukt de zorg die een franciscaner overste voor zijn broeders moet hebben. Franciscus benadrukte dat een gardiaan niet als een overste boven zijn medebroeders moet staan, maar eerder moet handelen als een moeder die voor haar kinderen zorgt. 
De minderbroeders met een priesteropleiding worden ook pater, het latijn voor 'vader', genoemd. Als toevoeging aan hun naam wordt de afkorting de hoofdletter 'P' gebruikt. De minderbroeders die geen priesteropleiding hebben gevolgd worden broeder of frater, het Latijnse woord voor broer of broeder genoemd. Indien in moderne geschriften een minderbroeder die als kloosternaam Gandulfus heeft wordt geduid, dan wordt dit meestal als 'P.Gandulfus' weergegeven indien hij een priesteropleiding heeft gevolgd, en het wordt 'br.Gandulfus'  of 'fr.Gandulfus' indien dit niet het geval is.
De kloostergemeenschappen zijn regionaal verenigd in provincies. De leiding van zo een provincie is in handen van een bestuur onder leiding van een provinciaal (België) of een minister provinciaal (Nederland).

## Heilige plaatsen voor franciscanen
Een heilige plaats voor de franciscanen is de Portiuncula-kapel in het dal van Assisi, waaroverheen later de Basilica di Santa Maria degli Angeli is gebouwd. Op deze plaats kreeg Sint Franciscus een helder besef van zijn roeping. Hij heeft de kapel herbouwd en de groei van de franciscaner orde is daar begonnen. 

## Serafische Boom

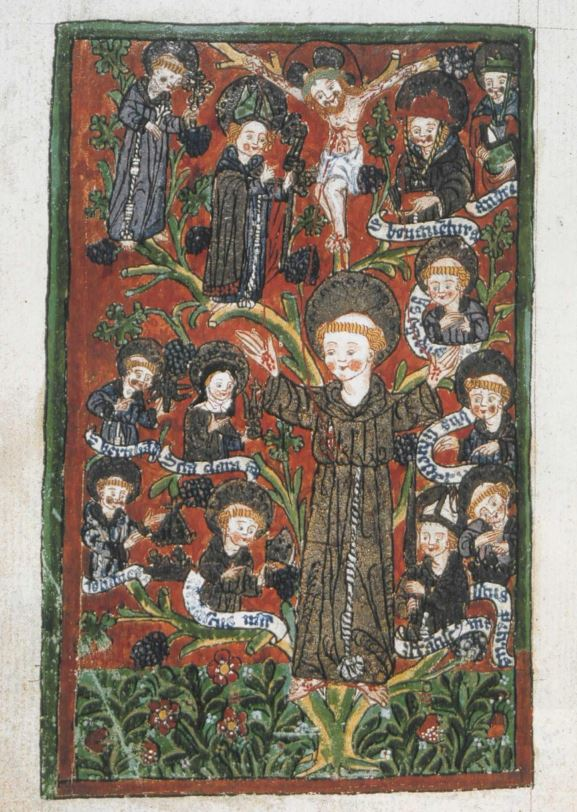
Franciscaner Stamboom, 15e-eeuws handschrift. verz. British Library, Londen

Traditiegetrouw werd de verering en studie gewijd aan de Serafische orde voorgesteld in stamboomvorm. Zo werd reeds in de 17de eeuw een " Arbol Seráfico" gepubliceerd door Juan del Olmo. Deze boom bevat de bekendste heiligen en volgers van Franciscus.
- Alexander van Hales (1186-1245)
- H. Antonius van Padua (1195-1231)
- Roger Bacon (1214-1294)
- H. Bonaventura (1221-1274)
- Temidio ( -1277), bisschop van Verona
- Girolamo Masi d'Ascoli (1227–1292), paus Nicolaas IV (1288–1292)
- Z. Johannes Duns Scotus (1266-1308)
- Willem van Ockham (1288-1347)
- H. Bernardinus van Siena (1380-1444)
- Francesco della Rovere (1414-1484),  paus Sixtus IV (1471-1484)
- Francisco Jiménez de Cisneros (1436-1517), (kardinaal-grootinquisiteur)
- H. Petrus van Alcántara (1499-1562), Spaans mysticus
- Bernardino de Sahagún (1499-1590)
- Felice Peretti da Montalto (1521–1590), paus Sixtus V (1585–1590)
- Diego de Landa (1524-1579)
- H. Benedictus de Afrikaan (1524-1589)
- H. Fidelis van Sigmaringen (1578-1622)
- Giovanni Ganganelli (1704-1774), paus Clemens XIV (1769-1774)
- Padre Pio (1887-1968)
- H. Maximiliaan Kolbe (1894-1941), missionaris in Japan, journalist, Pools verzetsstrijder, vermoord in Auschwitz
- Bernardin Shllaku (1875-1956)
- Paulo Evaristo Arns (1921-2016), Braziliaans kardinaal
- Aloísio Lorscheider (1924-2007), Braziliaans kardinaal
- László Paskai (1927-2015), Hongaars kardinaal
- Carlos Amigo Vallejo (1934-2022), Spaans kardinaal
- Leonardo Boff (1938), Braziliaans bevrijdingstheoloog; uitgetreden
- Alessandro Brustenghi (1978), Italiaans tenorzanger

### Bekende Belgische franciscanen
- Willem van Rubroeck (ca. 1210-1270)
- Peter van Gent (ca. 1480-1572)
- Joos de Rijcke (1498-1578)
- Willem van Spoelberch (1569-1633)
- Z. Valentinus Paquay (Paterke van Hasselt) (1828-1905)

### Bekende Nederlandse franciscanen
- Johannes Brugman (1400-1473), naamgever van 'praten als Brugman'
- Adam Sasbout (1516-1553), minderbroeder en classicus in Leuven
- Nicolaas Pieck en andere martelaren van Gorcum (1534-1572)
- Johannes Knijff (?-1576), eerste bisschop van Groningen
- Jacobus Schink (1748-1804), missionaris te Curaçao tijdens de opstand van Tula
- Herman Schaepman (1844-1903), dichter, theoloog en politicus, was seculier priester maar is als 'oblaat' in franciscanerpij begraven
- Everardus Witte (1868-1950), Het Heilig Bruurke van Megen
- Borromeus de Greeve (1875-1947), vermaard volksmissionaris en boeteprediker
- Leo Beaufort (Dydimus) (1890-1965), Kamerlid
- Siegfried Stokman (1903-1970), Kamerlid
- Frans Kramer (Constans) (1903-1998), missiebisschop in China, daarna in ballingschap
- Rudolf Staverman (1915-1990), missiebisschop in Indonesië
- Herman Fiolet (1920-2012), oecumenicus, secretaris-generaal Raad van Kerken in Nederland, uitgetreden bij franciscanen maar priester gebleven
- Walter Goddijn (1921-2007), godsdienstsocioloog, tot 1972 manager van de Nederlandse kerkprovincie daarna hoogleraar in Tilburg
- Herman Münninghoff (1922-2018), oud-bisschop van Jayapura (Indonesië)
- Hans van Munster (1925-2008), filosofieprof, vicaris-generaal bisdom Utrecht, manager kerkprovincie
- Carl Grasveld (1926-2012), vicaris-generaal bisdom Groningen (1969-2000)
- Johannes Antonius de Kok (1930), kerkhistoricus, emeritus hulpbisschop in Utrecht
- Theo Zweerman (1931-2005) hoogleraar franciscaanse spiritualiteit
- Ben Bolmer (1945), priester van Bisdom Groningen en Bisdom Rotterdam

## De franciscaanse familie
Onder de franciscaanse familie worden alle ordes en congregaties geschaard die, elk op hun eigen wijze, door Franciscus geïnspireerd zijn. De familie is opgedeeld in drie ordes.
Eerste orde
- minderbroeders conventuelen
- minderbroeders franciscanen
- minderbroeders kapucijnen

Tweede orde
- clarissen
- coletienen
- kapucinessen
- recollectienen
- annunciaten

Derde orde
- franciscanessen
- Anglicaanse ordelingen
- evangelisch-lutherse ordelingen
- Orde van Franciscaanse Seculieren (O.F.S.), voorheen bekend als de franciscaanse Lekenorde F.L.O.